# Stone Cold Sober (Paloma Faith)
Stone Cold Sober è un singolo della cantante britannica Paloma Faith, pubblicato il 15 giugno 2009 come primo estratto dal primo album in studio Do You Want the Truth or Something Beautiful?.
In Germania, il singolo è stato pubblicato l'11 settembre successivo.

## Video musicale
Il videoclip è stato diretto da Sophie Muller.

## Tracce
1. Stone Cold Sober (Radio edit) – 2:56 (Patrick Byrne)
2. I Just Wait – 4:48 (Paloma Faith)

## Classifiche
| Classifica (2009)                     | Posizione raggiunta |
| ------------------------------------- | ------------------- |
| Australia ARIA Physical Singles Chart | 45                  |
| Dutch Singles Chart                   | 84                  |
| German Singles Chart                  | 70                  |
| New Zealand Singles Chart             | 30                  |
| Swiss Singles Chart                   | 36                  |
| Official Singles Chart                | 17                  |